# Центр підтримки демократії та вільного підприємництва
Центр підтримки демократії та вільного підприємництва — аналітичний центр в Чехії.
Засновано в 1991 р., має досвід здійснення проектів парламентської інтернатури, центру юридичних ресурсів, центру підприємництва, провадить семінари з парламентської практики, публікує інформаційний довідник ЄС. Джерела фінансування різні — головним чином міжнародні урядові організації, гранти, плата за послуги тощо. Переважає міжнародне фінансування. Річний бюджет — бл. 400 тис. дол. Має 8 постійних та 15 асоційованих працівника.